# سپاه پیشنمازان نیروی دریایی ایالات متحده آمریکا

نشان سپاه پیشنمازان

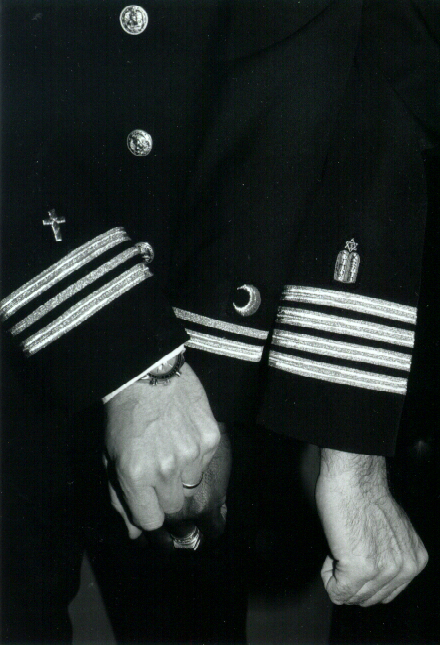
نمادهای پیشنمازان مسیحی، مسلمان و یهودی بر یونیفرم‌های پیشنمازان نیروی دریایی آمریکا.

سپاه پیشنمازان نیروی دریایی ایالات متحده آمریکا (انگلیسی: United States Navy Chaplain Corps) متشکل از روحانیونی است که افسران نیروی دریایی هستند. مقصود اصلی آنها «ترویج رفاه معنوی، دینی، اخلاقی و شخصی» اعضای وزارت نیروی دریایی ایالات متحده آمریکا، " است که شامل نیروی دریایی و سپاه تفنگداران دریایی ایالات متحده آمریکا می‌شود.
پیشنمازان از بسیاری از پیش زمینه‌های مذهبی از جمله کاتولیک، پروتستان، مسلمان، بودایی و یهودی هستند.